# San Secondo di Pinerolo
San Secondo di Pinerolo es una localidad y comune italiana de la provincia de Turín, región de Piamonte, con 3.551 habitantes. Está situado en el Pinerolese, uno de los Valles Occitanos. Limita con los municipios de Bricherasio, Osasco, Pinerolo, Porte, Prarostino y San Germano Chisone.

## Evolución demográfica
| Gráfica de evolución demográfica de San Secondo di Pinerolo entre 1861 y 2001 |
|                                                                               |
| Fuente ISTAT - elaboración gráfica de Wikipedia                               |